# Secció de futbol del Nea Salamis Famagusta
|  | Per informació sobre el club esportiu, vegeu «Nea Salamis Famagusta»; per la secció de voleibol, vegeu «Secció de voleibol del Nea Salamis Famagusta». |

Nea Salamis Famagusta o Nea Salamina Famagusta (grec modern:Νέα Σαλαμίς Αμμοχώστου) és un club de futbol professional amb seu a Famagusta, Xipre. És la secció de futbol del club Nea Salamina Famagusta. Esdevingué un club de refugiats des de la invasió turca de Xipre de 1974, quan Turquia ocupà la part nord de l'illa. El club té la seu temporalment a Làrnaca. Prengué el nom de l'antiga ciutat grega de Salamina (grec: Σαλαμίς), a prop de l'actual Famagusta.

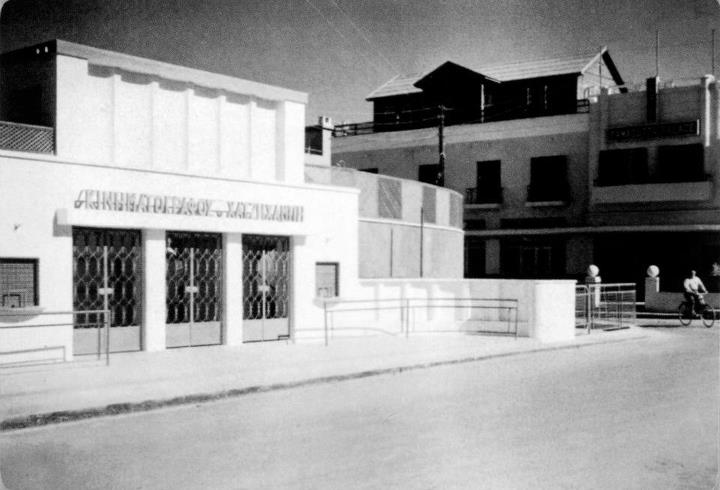
Cinema Hadjichambi on el Nea Salamis Famagusta fou fundat el 1948.

Els seus èxits més destacables foren les victòries a la Copa xipriota de futbol i a la Supercopa xipriota de futbol de 1990. La seva posició més alta a la Lliga xipriota de futbol és un tercer lloc. Durant els seus primers cinc anys (1948-1953), l'equip participà en els campionats de la Federació Amateur de Futbol de Xipre. El 1953, el club s'uní a l'Associació Xipriota de Futbol, on participà regularment en campionats i competicions de copa. Ha jugat en més de 50 temporades de la lliga xipriota de futbol.
L'equip participà per primer cop en competicions europees el 1990 en la Recopa d'Europa de futbol, i jugà la Copa Intertoto de la UEFA dels anys 1995, 1997 i 2000. L'equip de futbol és una secció del club d'esports Nea Salamina Famagusta, fundat el 1948.

## Palmarès

### Futbol masculí
- Copa xipriota de futbol (1): 1990
- Supercopa xipriota de futbol (1): 1990
- Segona divisió de Xipre (4): 1955, 1980, 2002, 2004

### Futbol femení
- Supercopa xipriota (1): 2007/08